# Дубравка Ораїч-Толич
Дубравка Ораїч-Толич (хорв. Dubravka Oraić-Tolić; нар.. 1 серпня 1943, Славонський Брод, Бродсько-Посавська жупанія, СФРЮ, нині — Хорватія) — югославська та хорватська літературознавчиня.

## Життєпис
Дубравка Ораїч-Толич народилася 1 серпня 1943 року в Славонськом Броді.
У 1962—1966 роках в Загребі і в 1967—1969 роках у Відні Дубравка Ораїч-Толич вивчала філософію, російську мову і літературу. Магістерську дисертацію захистила з пейзажу в творах Антуна Густава Матоша, а докторську — по темі цитатності в літературі і культурі.
Викладає літературознавство на відділенні східнослов'янських мов і літератур філософського факультету Загребського університету. Була запрошеною професоркою в університетах Мюнхена (1992) і Геттінгена (2007).
Переклала хорватською мовою роман «Петербург» Андрія Білого, трилогію Валентина Катаєва («Трава забуття»), поеми «Труба Гуль-Мулли» і «Зангезі» Веліміра Хлєбнікова.
Поетичні збірки Urlik Amerike і Palindromska apokalisa вийшли англійською мовою (American Scream; Palindrome Apocalypse. Portland: Ooligan Press, 2005) і були удостоєні нагороди за найкращий переклад року зі слов'янських мов. Поема Palindromnyj apokalipsis опублікована хорватською та російською мовами в книзі «Хлєбников і авангард».
Книга Muška moderna i ženska postmoderna («Чоловічий модернізм і жіночий постмодернізм», Zagreb: Ljevak, 2005) отримала приз журналу Vjesnik за найкращу книгу 2006 року. Книга Akademsko pismo: Strategije i tehnike klasične retorike za suvremene studentice i studente («Академічне письмо: Стратегії і техніки класичної риторики для сучасних студенток і студентів», Zagreb: Ljevak, 2011) отримала приз Хорватської академії наук і мистецтв 2013 року.

## Нагороди та премії
- Міжнародна відзнака імені батька російського футуризму Давида Бурлюка[2]

### Монографії
- Das Zitat in Literatur und Kunst: Versuch einer Theorie (Wien-Köln-Weimar: Böhlau Verlag, 1995)
- Männliche Moderne und weibliche Postmoderne: der Geburt virtuellen Kultur (Wien: Peter Lang, 2008)